# 黄东
黃東生于澳門，是資深軍事研究員，澳門國際軍事會會長，中國軍事科技活動中心成員，以及澳門電台客席主席、軍事專欄撰稿人。文章常見於《廣角鏡》、《軍事家》、《澳門日報》、《亚洲周刊》、《訊報》等。
在1996年的保钓事件中，黄东在军事上草拟方案给保钓人士，从中结识到两岸包括军方、民间、军事杂志中志同道合的人士，从此进入公众视野，也逐渐成为港台主流媒体寻求军事意见时的「不二之选」。